# علوان عشاره
روستای علوان عشاره در شهرستان رامشیر و در بخش مشراگه قرار دارد. طبیعت این روستا دشتی است و ۴۵ خانوار ساکن آن هستند. جمعیت روستای علوان عشاره تا سال ۱۳۹۰ ۲۱۰ بود. این روستا داری شورای اسلامی و دهیار است. اهالی این روستا عرب هستند و به عربی سخن می‌گویند.